# Giovanni Battista Rizza

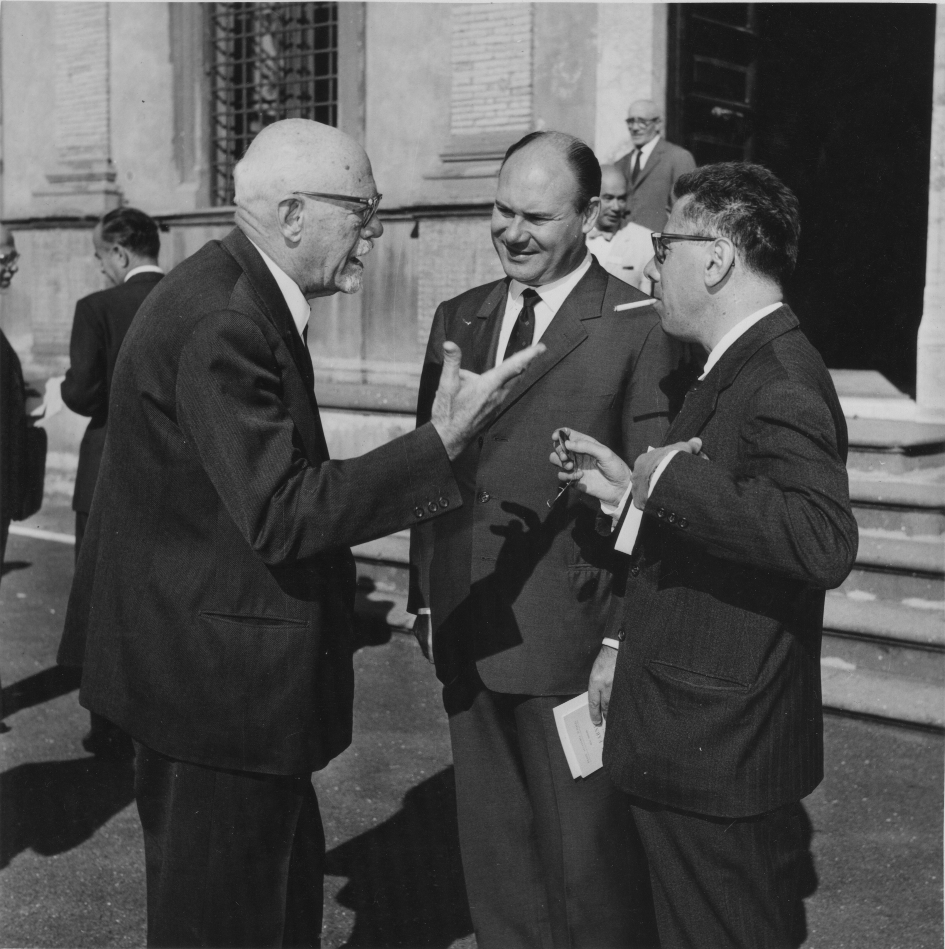
Von Links: Enrico Bompiani, Giovanni Rizza, Vittorio Dalla Volta, Internationales Symposium über Algebraische Geometrie, Rom 1965

Giovanni Battista Rizza (* 7. Februar 1924 in Piazza Armerina; † 15. Oktober 2018) war ein italienischer Mathematiker, der sich mit komplexer Analysis (insbesondere mehrere komplexe Variable) und Differentialgeometrie befasste.
Rizza studierte an der Universität Genua mit dem Laurea-Abschluss bei Enzo Martinelli 1949. Ab 1956 war er am Nationalen Institut für höhere Mathematik Francesco Severi in Rom. 1961 gewann er den Wettbewerb um den Geometrie-Lehrstuhl der Universität Parma, wurde dort 1962 außerordentlicher und 1965 ordentlicher Professor für analytische, projektive und darstellende Geometrie, ab 1979 für höhere Geometrie. 1997 wurde er emeritiert.
Er erweiterte den Cauchyschen Integralsatz auf Funktionen über Algebren (hyperkomplexe Zahlen) und fand Integraldarstellungen pluriharmonischer Funktionen (Lösung des Dirichlet-Problems). Rizza befasste sich mit komplexen, fastkomplexen und fast-hermiteschen Mannigfaltigkeiten. Rizza-Mannigfaltigkeiten sind fast komplexe Mannigfaltigkeiten mit Finslergeometrie-Struktur.
1992 bis 1997 war er Herausgeber der Rivista di Matematica della Università di Parma. 1973 erhielt er den staatlichen italienischen Orden (Goldmedaille) Benemeriti della Scuola, della Cultura, dell'Arte und 1954 den Premio Ottorino Pomini der Unione Matematica Italiana.

## Schriften (Auswahl)
- Sulle funzioni analitiche nelle algebre ipercomplesse, Pontificia Academia Scientiarum. Commentationes, Band 14, 1950, S. 169–194
- Contributi al problema della determinazione di una formula integrale per le funzioni monogene nelle algebre complesse dotate di modulo e commutative, Rendiconti di Matematica e delle sue Applicazioni, Reihe 5, Band 23, 1952, 134–155
- Estensione della formula integrale di Cauchy alle algebre complesse dotate di modulo e commutative, Rendiconti della Accademia Nazionale dei Lincei, Classe di Scienze Fisiche, Matematiche e Naturali, Reihe 7, Band 12, 1952, S. 667–669
- Teoria delle funzioni nelle algebre complesse dotate di modulo e commutative, Rendiconti di Matematica, Reihe 5, Band 23, 1953, S. 221–249,
- On Dirichlet's problem for components of analytic functions of several complex variables, Proc. International Congress of Mathematicians, 1954, Band 2, S. 161–162.
- Dirichlet problem for n-harmonic functions and related geometrical problems,  Mathematische Annalen, Band 130, 1955, S.  202–218
- Su diverse estensioni dell’invariante di E. E. Levi nella teoria delle funzioni di più variabili complesse, Annali di Matematica Pura ed Applicata, Band 44. 1957, S. 73–89,
- Rappresentazione esplicita di tipo integrale per le funzioni r–armoniche. Estensione al caso di r variabili complesse dell'invariante di E. E. Levi, Anhang 1, in Francesco Severi, Lezioni sulle funzioni analitiche di più variabili complesse, Padua 1958, S. 219–231
- Finsler structures on almost complex manifolds, International Congress of Mathematicians, Stockholm 1962
- Strutture di Finsler di tipo quasi Hermitiano, Rivista di Matematica della Università di Parma, Band 4, 1963, S. 83–106.
- Connessioni metriche sulle varietà quasi hermitiane, Rendiconti dell'Istituto di Matematica dell'Università di Trieste, Band 1, 1969, S. 9–25
- mit Paolo Dentoni: Una nuova classe di funzioni in un'algebra reale, Rendiconti dell'Istituto di Matematica dell'Università di Trieste, Band 4, 1972, S. 171–181,
- Contributi recenti alla teoria delle funzioni nelle algebre, Rendiconti del Seminario Matematico e Fisico di Milano, Band 43, 1973, S. 45–54

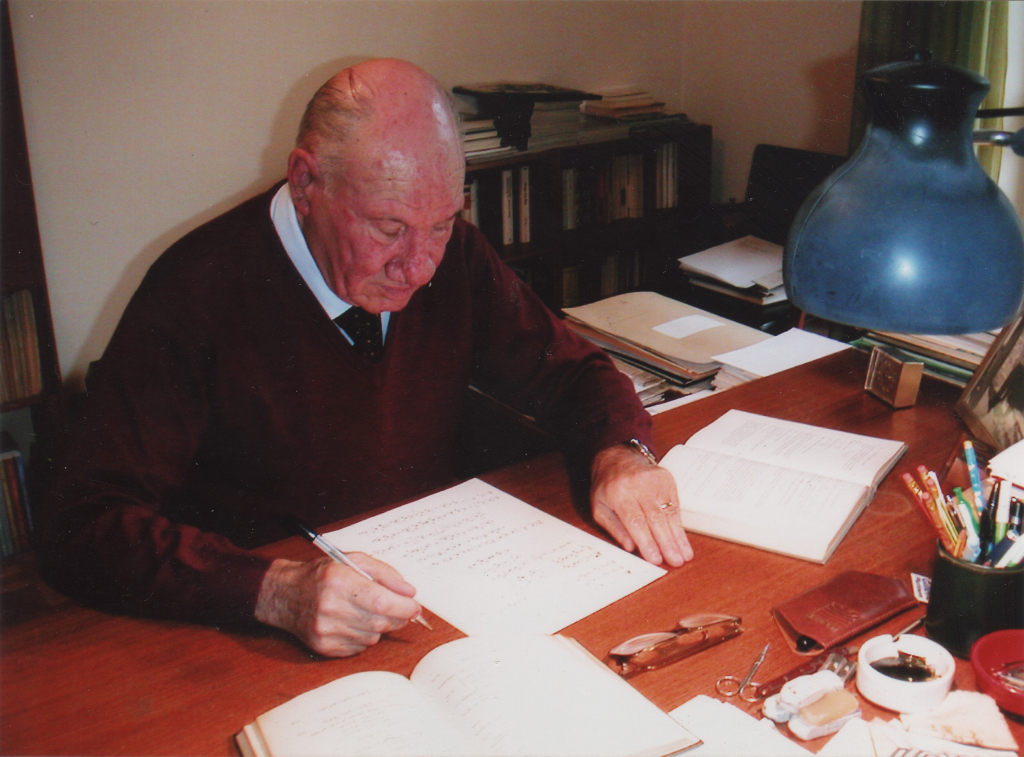
Rizza 2003